# NGC 2306
NGC 2306 – gromada otwarta znajdująca się w gwiazdozbiorze Jednorożca. Odkrył ją William Herschel 23 lutego 1786 roku. Jest położona w odległości ok. 3,9 tys. lat świetlnych od Słońca.